# Okap z Dziurką (Dolina Będkowska)
Okap z Dziurką – jaskinia w Dolinie Będkowskiej na Wyżynie Krakowsko-Częstochowskiej. Znajduje się w obrębie wsi Będkowice w województwie małopolskim, w powiecie krakowskim, w gminie Wielka Wieś.

## Opis obiektu
Obiekt znajduje się w niewielkie bezimiennej skałce na orograficznie lewych zboczach Doliny Będkowskiej pomiędzy skałami Grupy Wysokiej i Grupy Bramy Będkowskiej. Położony jest 60 m powyżej dna doliny nad połogim i porośniętym progiem. Pod łukowatym okapem znajduje się niewielka nyża, której wznoszący się spąg w głębi skały przechodzi w niedostępną szczelinę. W stropie nyży znajduje się niewielki otwór wychodzący na szczycie skały.
Obiekt powstał w późnojurajskich wapieniach skalistych. Jest suchy i widny. Na ścianach są grzybki naciekowe, rosną glony, porosty i paprocie. Na spągu znajduje się skalny gruz, ziemia i liście. Ze zwierząt obserwowano kosarze, pająki i muchówki.
Obiekt po raz pierwszy wymienili J. i M. Kiełkowscy w przewodniku wspinaczkowym w 1996 r. Opisał go J. Nowak w 2012 r., on też opracował jego plan.

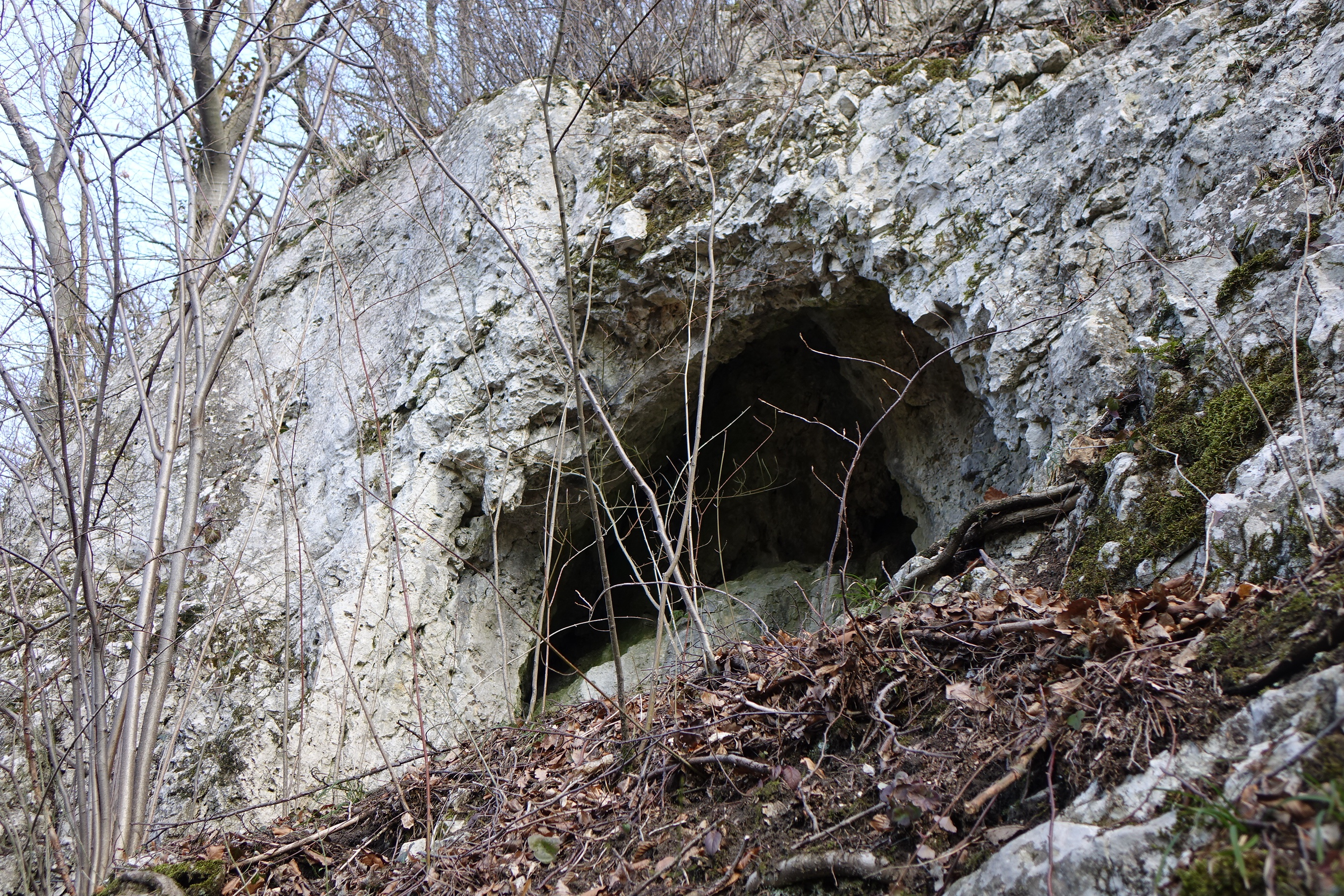
Okap
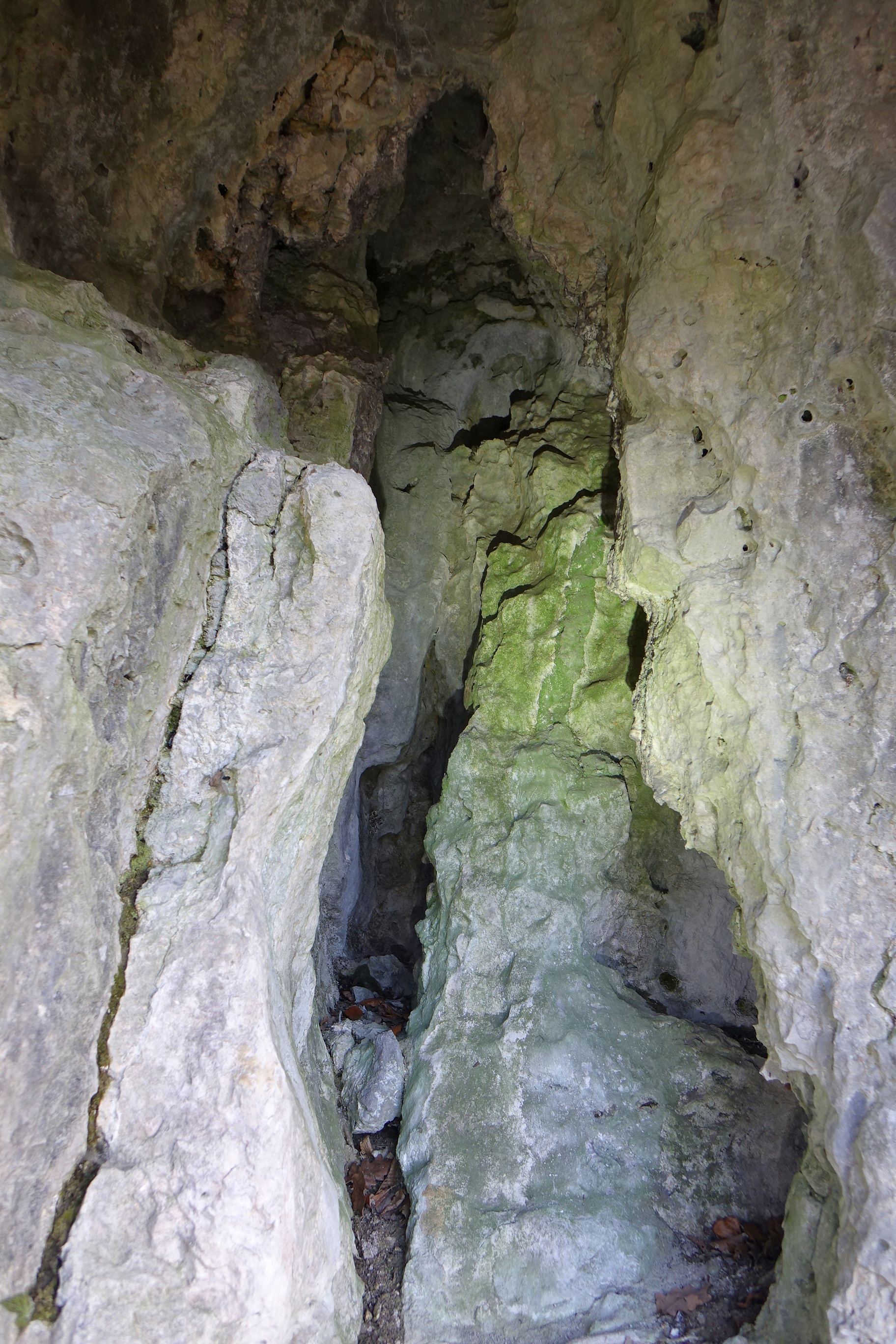
Szczelina
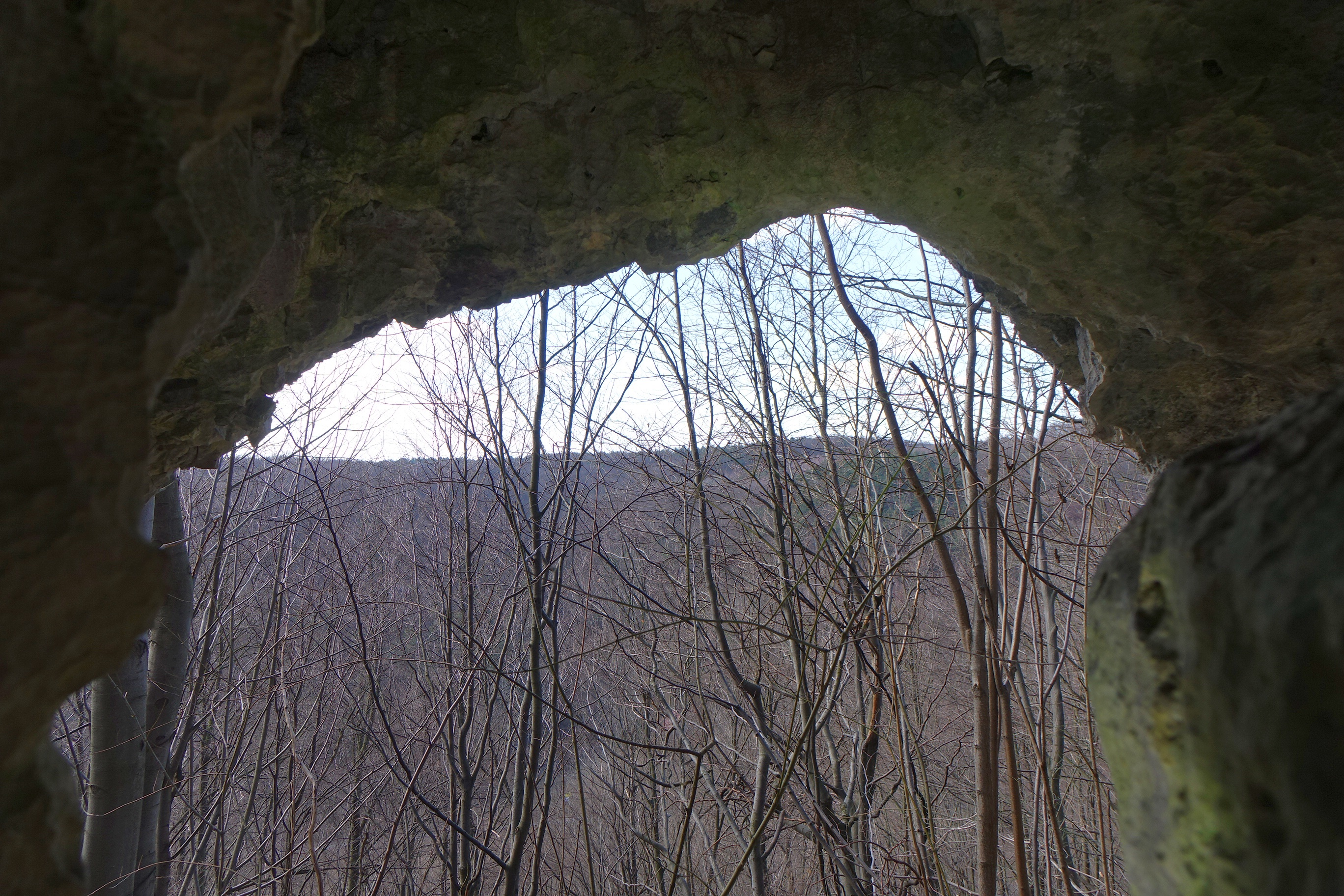
Widok spod okapu
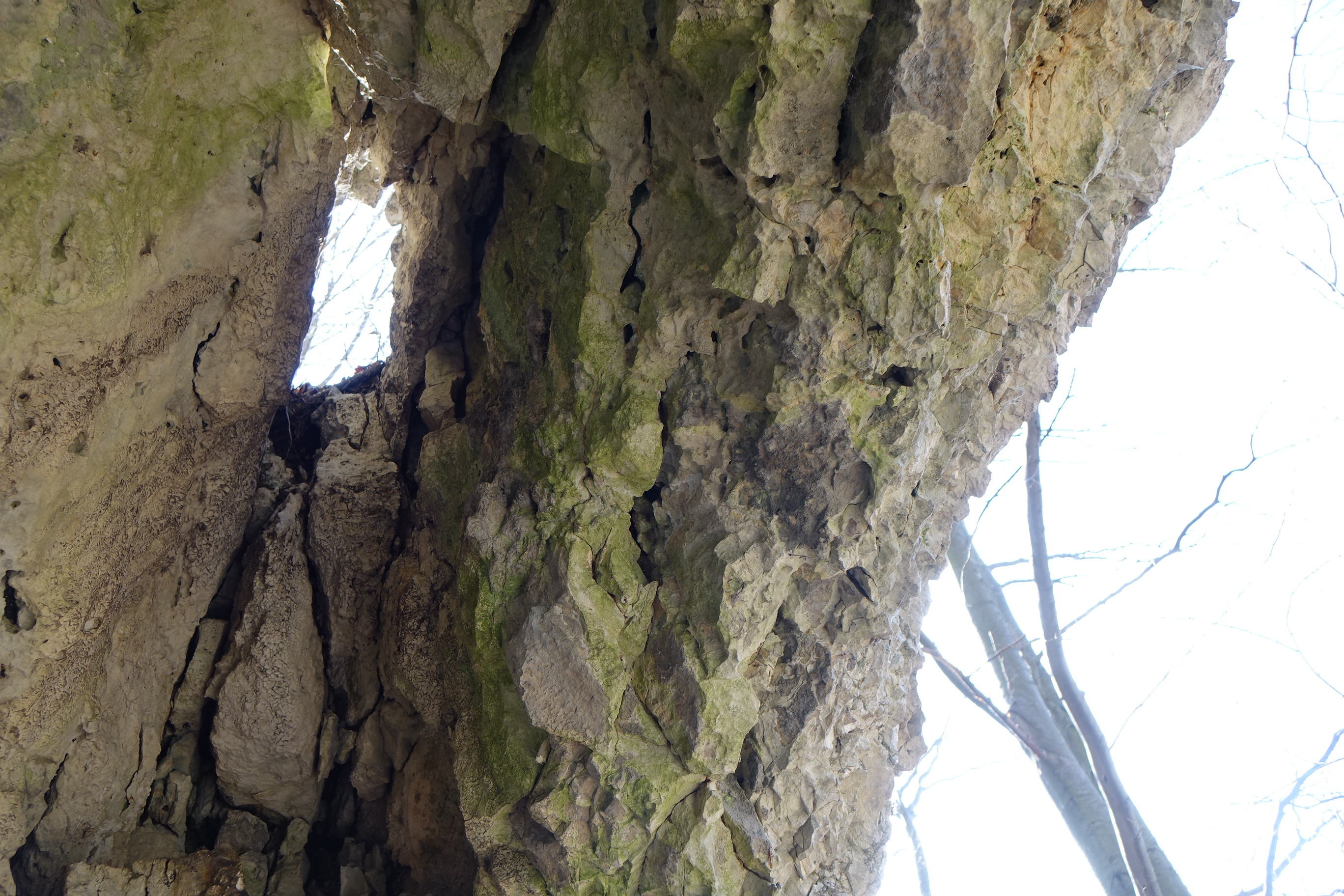
Otwór w stropie

W odległości kilkludziesięciu metrów od Okapu z Dziurką znajduje się Rurka za Wysoką.